# Pedro Gamarro
Pedro Gamarro  (Machiques, Zulia; 8 de enero de 1955-Maracaibo, 7 de mayo de 2019). Pasó a la historia olímpica al obtener la primera medalla de plata de Venezuela en unos Juegos Olímpicos, hecho que sucedió en los  XXI Juegos Olímpicos Montreal 1976 en peso wélter en la división (-67 kg).

## Trayectoria
Fue alumno del famoso exboxeador Víctor Julio Patiño, y representó a Venezuela en los XXI Juegos Olímpicos de Montreal 1976.
Su apodo el "Tren de Machiques" lo obtuvo un 5 de agosto por el periodista Orlando Galofré debido a su destreza en el cuadrilátero. Obtuvo el 31 de julio de 1976 la medalla de plata en la división wélter al perder la final con el alemán Jochen Bachfeld. El resultado del combate no convenció al público, ya que tuvo sabor a oro, así que Gamarro fue recibido en Venezuela como un gran héroe nacional, programas de televisión y ofertas de reconocimiento.
Además obtuvo las medallas de bronce en los Juegos Panamericanos de México 75 y Caracas 83. Consiguió medalla de oro también en los  Juegos Centroamericanos y del Caribe República Dominicana 74. Por último dentro de Venezuela logró ser titular en las divisiones wélter júnior, wélter, medio ligero y semi completo.